# Eternament enamorats
Eternament enamorats (en l'anglès original: Ordinary Love) és una pel·lícula romàntica dramàtica de 2019, dirigida per Lisa Barros D'Sa i Glenn Leyburn i amb guió d'Owen McCafferty. La protagonitzen Liam Neeson i Lesley Manville.
Es va presentar al Festival Internacional de Cinema de Toronto el 9 de setembre de 2019. Es va estrenar el 6 de desembre de 2019 al Regne Unit.
Ha estat doblada i subtitulada al català i es va estrenar als cinemes catalans el 28 d'agost de 2020. Està disponible a la plataforma FilminCAT. També s'ha doblat al valencià per a À Punt.

## Argument
Joan i Tom han estat casats durant molts anys i tenen una relació fàcil basada en un amor profund que s'expressa a través de la tendresa i l'humor a parts iguals. Quan a la Joan li diagnostiquen un càncer de pit, el curs del seu tractament posa el focus sobre la relació, els reptes que tenen davant i què passaria si li passés alguna cosa a ella.

## Repartiment
- Lesley Manville com a Joan
- Liam Neeson com a Tom
- David Wilmot com a Peter
- Amit Shah com a Steve
- Esh Alladi com a metge de capçalera

## Producció
L'abril de 2018 es va anunciar que Liam Neeson i Lesley Manville s'havien unit al repartiment, amb Lisa Barros D'Sa i Glenn Leburn dirigint-la amb guió d'Owen McCafferty. Brian J. Falconer, David Holmes i Piers Tempest en van ser els productors amb les seves companyies: Out of Orbit, Canderblinks Films, and Tempo Productions; respectivament. L'octubre de 2018 es va fer públic que David Wilmot i Amit Shah també s'havien unit al repartiment.

## Estrena
El desembre de 2018, Bleecker Street en va adquirir els drets de distribució als Estats Units. El març de 2019, Focus Features en va adquirir els drets de distribució al Regne Unit. La pel·lícula es va presentar al Festival de Cinema de Toronto el 9 de setembre de 2019. Es va estrenar el 6 de desembre de 2019 al Regne Unit i el 14 de febrer de 2020, als Estats Units.
A Catalunya es va estrenar als cinemes el 28 d'agost de 2020, tant en versió doblada com subtitulada en català. La pel·lícula està disponible a la plataforma FilminCAT.